# Црква Светог Николе у Ђураковцу
Црква Светог Николе се налазила у Ђураковцу, месту недалеко од Истока на Косову и Метохији, подигнута је на темељима старије грађевине из 14. века, о чему сведочи надгробна плоча неког Данила, могуће ктитора, из 1362. године. Потпуно су је обновили мештани на челу са попом Цветком 1592. године. Припадала је Епархији рашко-призренске Српске православне цркве. Представља непокретно културно добро као споменик културе од изузетног значаја.

## Архитектура цркве
Мала ђураковачка црква је једнобродна грађевина, засведена полуобличасто, споља тростране, а изнутра полукружне апсиде, са дрвеном припратом. Зидана је притесаним и ломљеним каменом и сигом, утопљеним у малтер, а кров јој је покривен каменим плочама, а осликао ју је „грешни Милија зуграф”, како сведочи натпис над улазом у наос. То је сликарство просечних вредности за своје доба, обновљено 1863. године. Архитектонска обнова је укључила и подизање дрвене припрате, са вратима украшеним плитким рељефом на којима су такође урезана имена ктитора и дуборезаца. Кровови припрате и олтара нижи су од наоса, с тим што је под ексонартекса знатно испод нивоа тла. Храм припада групи гробљанских цркава сличних онима у долини Белог Дрима и представља ретку комбинацију камена и дрвета. 
У цркви су се чувале царске двери настале на прелазу из 16. у 17. век, четири велике иконе из 1630. године и рукописни Богородичник из 16. века. Међу надгробницима средњовековног гробља око цркве истиче се стећак са представом јелена. 
Конзерваторски радови на архитектури, живопису и иконопису обављени су 1968. године.

## Разарање цркве 1999. године
Након доласка италијанских снага КФОР-а, црква је демолирана, минирана и срушена у јулу 1999. године од стране албанаца. Царске двери и две престоне иконе са иконостаса, извађене су из рушевина, чувају се у манастиру Пећка патријаршија.